# Hejnał Bierutowa
Hejnał Bierutowa – melodia w tonacji G-dur grana codziennie w południe naprzemiennie z wieży ratuszowej i wieży zamku książęcego w Bierutowie. Wykonywana jest na trąbce.
Hejnał Bierutowa został skomponowany przez miejscowego muzyka amatora, Jana Juncewicza (zapisu nutowego dokonał ówczesny wiceburmistrz Bierutowa Grzegorz Michalak). Pierwsze jego wykonanie miało miejsce 1 maja 2004 roku z okazji odrestaurowania wieży ratuszowej i wejścia Polski do Unii Europejskiej. Jest odtwarzany codziennie o godzinie 12.00 z urządzeń umieszczonych na wieży ratuszowej.

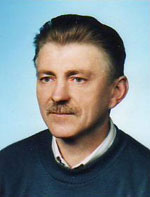
Jan Juncewicz, kompozytor hejnału Bierutowa.
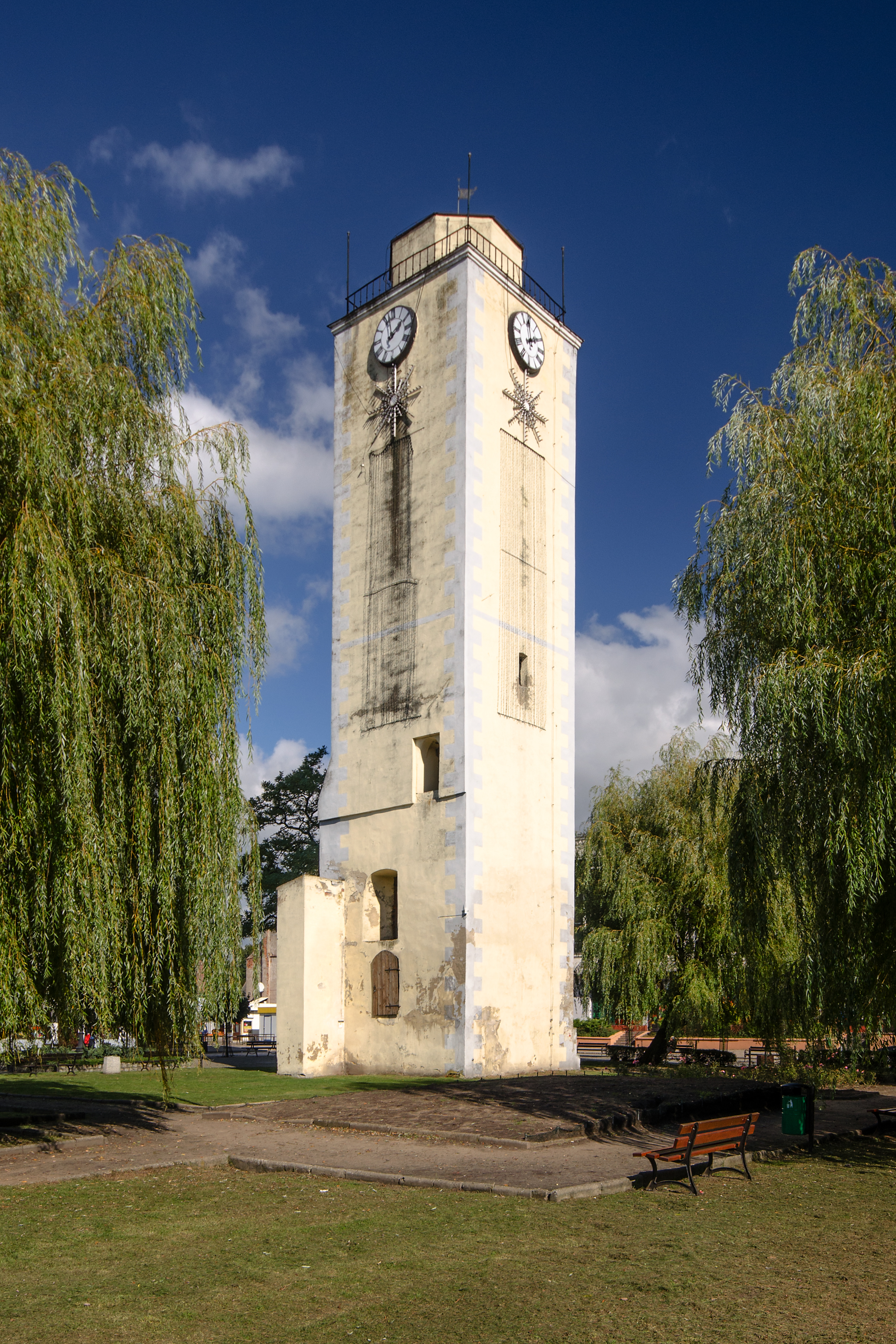
wieża ratuszowa, z której odgrywany hejnał.